# Jaime Ayoví
Jaime Ayoví, né le 21 février 1988 à Esmeraldas en Équateur, est un footballeur international équatorien. Il joue au poste d'attaquant avec le CS Emelec. 
Il est le cousin du milieu de terrain Walter Ayoví.

## Biographie

### Carrière en équipe nationale
Jaime Ayoví est convoqué pour la première fois par le sélectionneur national Reynaldo Rueda  pour un match amical face au Mexique le 4 septembre 2010. Il se distingue en marquant son premier but.
En juin 2014, le sélectionneur Reinaldo Rueda annonce qu'Ayovi est retenu dans la liste des 23 joueurs pour jouer la Coupe du monde 2014 au Brésil. 
Il compte 40 sélections et 10 buts avec l'équipe d'Équateur entre 2010 et 2016. 

## Statistiques

### Statistiques en club
Le tableau ci-dessous résume les statistiques en match officiel de Jaime Ayoví durant sa carrière de joueur professionnel.
| Saison                | Club                  | Championnat           | Championnat | Championnat | Coupe(s) nationale(s) | Coupe(s) nationale(s) | Compétition(s) continentale(s) | Compétition(s) continentale(s) | Compétition(s) continentale(s) | Équateur | Équateur | Total | Total |
| Saison                | Club                  | Division              | M.          | B.          | M.                    | B.                    | Comp.                          | M.                             | B.                             | M.       | B.       | M.    | B.    |
| 2006                  | Emelec                | Serie A               | 13          | 0           | -                     | -                     | -                              | -                              | -                              | -        | -        | 13    | 0     |
| 2007                  | Emelec                | Serie A               | 15          | 2           | -                     | -                     | CL                             | 3                              | 0                              | -        | -        | 18    | 2     |
| 2008                  | Emelec                | Serie A               | 6           | 1           | -                     | -                     | -                              | -                              | -                              | -        | -        | 6     | 1     |
| 2009                  | Manta                 | Serie A               | 34          | 7           | -                     | -                     | -                              | -                              | -                              | -        | -        | 34    | 7     |
| 2010                  | Emelec                | Serie A               | 40          | 23          | -                     | -                     | CL+CS                          | 6+4                            | 0+2                            | 4        | 1        | 54    | 26    |
| 2010 - 2011           | Toluca                | Primera División      | 12          | 5           | -                     | -                     | LCC                            | 2                              | 0                              | 6        | 0        | 20    | 5     |
| 2011 - 2012           | Pachuca               | Primera División      | 33          | 8           | -                     | -                     | -                              | -                              | -                              | 9        | 6        | 42    | 14    |
| 2012 - 2013           | Al Nasr Riyad         | Premier League        | 15          | 8           | 3                     | 0                     | -                              | -                              | -                              | 5        | 1        | 23    | 9     |
| 2013                  | LDU Quito             | Serie A               | 15          | 8           | -                     | -                     | -                              | -                              | -                              | 4        | 1        | 19    | 9     |
| 2013 - 2014           | Tijuana               | Primera División      | 5           | 1           | -                     | -                     | LCC                            | 3                              | 2                              | -        | -        | 8     | 3     |
| Total sur la carrière | Total sur la carrière | Total sur la carrière | 188         | 63          | 3                     | 0                     | -                              | 18                             | 4                              | 28       | 9        | 237   | 76    |

### Buts en sélection
Le tableau suivant liste les résultats de tous les buts inscrits par Jaime Ayoví avec l'équipe d'Équateur.

### Liste des matches internationaux
Le tableau suivant liste les résultats de tous les matches internationaux de Jaime Ayoví avec l'équipe d'Équateur.